# Камуфлированный летний маскировочный комбинезон

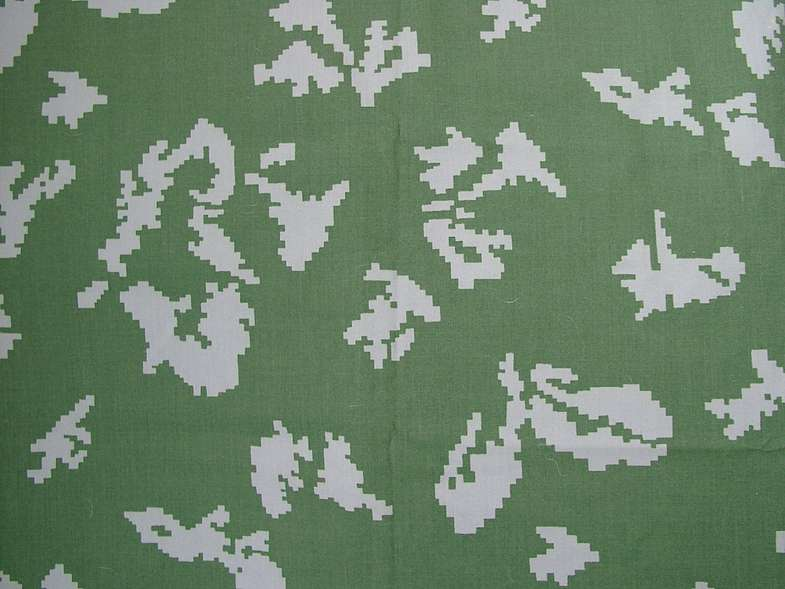
Камуфлированный летний маскировочный комбинезон

Камуфли́рованный ле́тний маскиро́вочный комбинезо́н или КЛМК (разг. «берёзка») — военная форма с камуфляжным рисунком, разработанная в 1968 году в СССР для противодействия широкому использованию странами НАТО оптики и приборов ночного видения. Этот цельный камуфляжный комбинезон стал одним из самых распространённых в СССР.
По состоянию на 2018 год выпускался двухкомпонентный камуфляжный костюм КЛМК.

## Описание и версии
Камуфляж Березка является 2-цветным и состоит из светлых угловатых («зубчатых») пятен в форме листьев на зелено-оливковом фоне.
Стандартный узор камуфляжа существует в двух цветовых версиях:
с пятнами светло-серого цвета;
с пятнами желто-песчаного цвета или светлого хаки (эта версия использовалась преимущественно пограничниками).
Цвет фона обоих вариантов оливковый, иногда встречаются экземпляры болотного цвета. В любом случае фон в этой цветовой гамме всегда темнее пятен. Сами пятна имеют «угловатые» края, состоящие из множества маленьких квадратов.

## Операторы
- Армения[2]
- Азербайджан[3]
- Беларусь[4]
- Россия[5]
- Таджикистан[6]
- Южная Осетия[7]

### Бывшие
- ДРА[8][9][10]
- СССР[11][12]
- Украина[13]